# 守谷史男
守谷 史男（もりや ふみお、1938年4月8日 - ）は、日本の画家。行動美術協会会員、大阪芸術大学教授。大阪府茨木市在住。放送作家の守谷武己は実子。

## 経歴
- 1938年 愛媛県に生まれる
- 1957年 愛媛県立新居浜工業高等学校卒業
- 1962年 第17回行動美術展（-2000年）
- 1966年 第9回安井賞展
- 1975年 O.I.F.S.海外派遣文化交流員として3ヶ月渡米
- 1975年 第1回GE展（-2000年）
- 1978年 アート・ナウ'78展
- 1988年 第17回日本国際美術展
- 1989年 第11回エンバ賞美術展（-1995年）
- 1991年 '91ABC＆PI展（-1994年）
- 1991年 茨木市立中央図書館壁画制作
- 1993年 第22回現代日本美術展
- 1993年 大阪絵画トリエンナーレ'93
- 1996年 茨木市立障害福祉センター壁画制作
- 2001年 大阪トリエンナーレ2001
- 2005年 大阪国際アートフェスティバル